# Курачицький Володимир Васильович
Курачицький Володимир Васильович (1913–1997) — Герой Радянського Союзу (1945).

## Біографія
Курачицький Володимир Васильович народився 15 липня 1913 року в селі Горошки, навчався в Полонській школі № 3. Закінчив Одеський сільськогосподарський інститут (агрономічний акультет), працював агрономом у Дашевському районі Вінницької області. Служив в лавах Радянської армії в Ізмаїлі Одеської області.
Активний учасник бойових дій з 22 червня 1941 р. Воював на Південно-Західному, Західному, Брянському, Білоруському, першому Українському фронтах.
За участь у битві за Москву нагороджений медаллю "За бойові заслуги". У 1943 році під час звільнення міста Гомель гранатами підбив три німецьких танки. Був нагороджений орденом Червоної зірки.
За подвиги при форсуванні р. Одер, утриманню плацдарму гвардії лейтенанту стрілецького батальйону 342 полку 121 гвардійської стрілецької дивізії Курачицькому Володимиру Васильовичу Указом Президії Верховної ради СРСР від 10 квітня 1945 р. присвоєно звання Героя Радянського Союзу зврученням Золотої Зірки та ордена Леніна.
Воював на території Німеччини у розвідницькому батальйоні. У складі 13 армії його дивізія подолала оборону ворога в 60 кілометрах від столиці Німеччини Берліну - "Зееловські висоти". В травні 1945 року з'єднання 13 армії розгорнуло наступ на Прагу.
Після війни продовжував службу в місті Жмеринка командиром навчальної частини.  За мирного життя працював за фахом: інспектором з врожайності у містах Шепетівці, Летичеві, тривалий час - головним агрономом на Чемеровеччині в селі Вишневчик.
Останні 13 років прожив у Хмельницькому.
Помер 27 лютого 1997 року. Похований у місті Хмельницькому.

## Нагороди
Нагороджений орденами Золотої Зірки, Леніна і Червоної зірки, медалями.

## Вшанування пам'яті
До 65-ї річниці Великої Перемоги 5 травня 2010 року при вході в Полонську школу №3 встановлено меморіальну дошку на честь Курачицького Володимира Васильовича.